# L'Amour (roman, 2023)
Pour les articles homonymes, voir Amour (homonymie).
L'Amour est un roman de François Bégaudeau paru en 2023.

## Résumé
La vie des Moreau, Jeanne et Jacques, sur une période de cinquante ans à partir des années 1970, à travers leur amour.

## Accueil
Youness Bousenna pour Télérama évoque un roman qui « dévoile la beauté romanesque d'un couple ordinaire ». Arnaud Viviant pour l'émission Le Masque et la Plume estime que le roman est « l'un des chefs-d'œuvre de la rentrée [littéraire] ». Nelly Kaprièlian, quant à elle, trouve le livre « condescendant ».
Le roman est un grand succès en terme de ventes.

## Adaptation
En 2024, le réalisateur Rodolphe Tissot travaille sur une adaptation du roman au cinéma.